# ریزال پارک

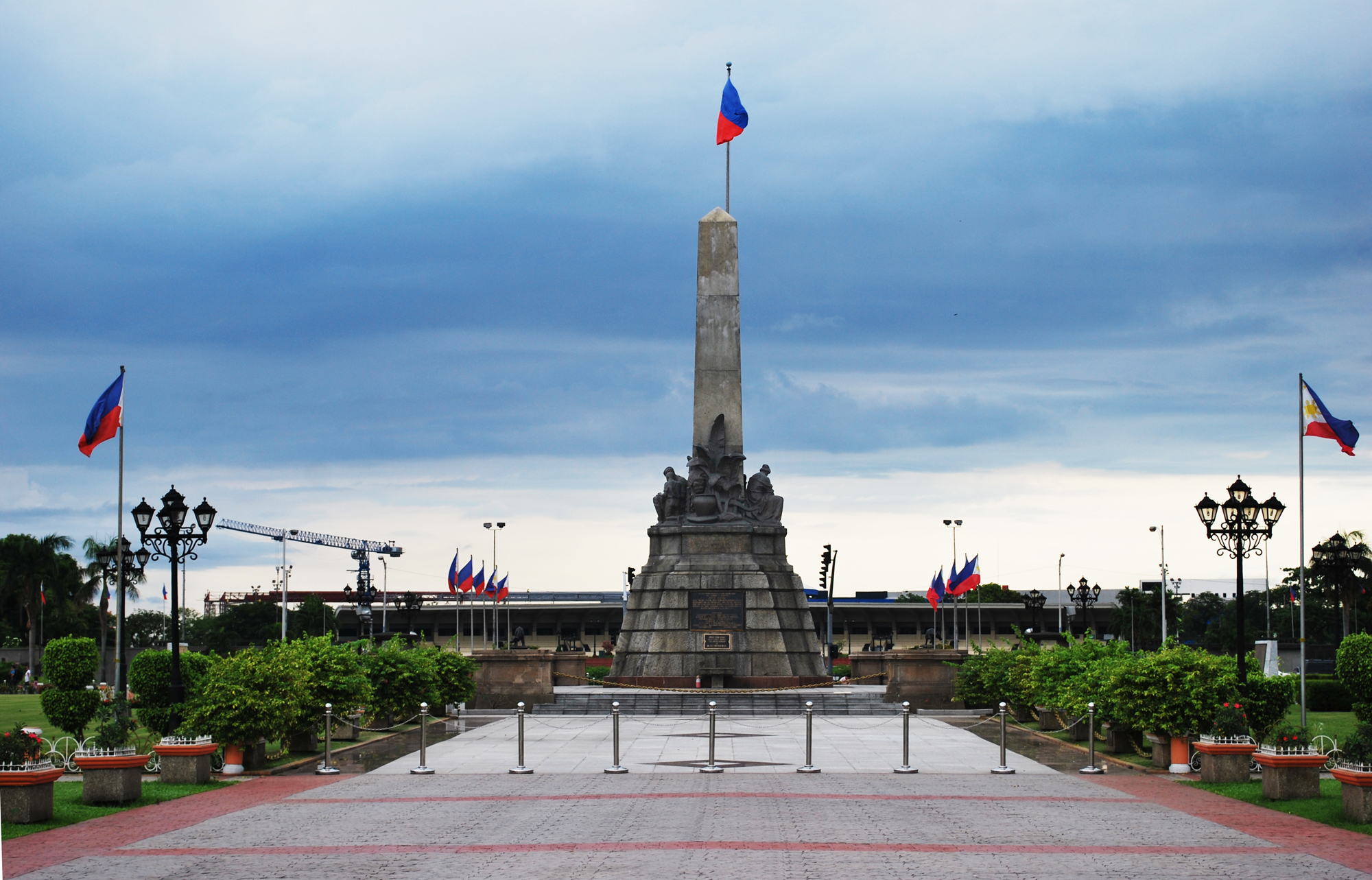
پارک ریزال در فیلیپین

ریزال پارک  (به انگلیسی: Rizal Park) که با نام‌های دیگر نظیر لوئِنتا پارک (به انگلیسی: Luneta Park) هم شناخته می‌شود، پارکی تاریخی است که در مرکز شهر مانیل، پایتخت کشور فیلیپین جای دارد. پارک ریزال بر کرانهٔ خلیج مانیل و به افتخار خوزه ریزال، قهرمان ملی این کشور، نام‌گذاری شده و دقیقاً در محل تیرباران وی، همراه با یادبودِ او ساخته شده‌است.